# Psychoda malayica
Psychoda malayica är en tvåvingeart som beskrevs av Quate 1962. Psychoda malayica ingår i släktet Psychoda och familjen fjärilsmyggor. Inga underarter finns listade i Catalogue of Life.